# АЭС Саскуэханна
АЭС Саскуэханна (англ. Susquehanna Steam Electric Station) — действующая атомная электростанция на востоке США.  
Станция расположена на берегу реки Саскуэханна в округе Льюзерн штата Пенсильвания. 

## Информация об энергоблоках
| Энергоблок    | Тип реакторов       | Мощность | Мощность | Начало строительства | Физпуск    | Подключение к сети | Ввод в эксплуатацию | Закрытие |
| Энергоблок    | Тип реакторов       | Чистый   | Брутто   | Начало строительства | Физпуск    | Подключение к сети | Ввод в эксплуатацию | Закрытие |
| ------------- | ------------------- | -------- | -------- | -------------------- | ---------- | ------------------ | ------------------- | -------- |
| Саскуэханна-1 | BWR, BWR-4 (Mark 2) | 1257 МВт | 1330 МВт | 02.11.1973           | 10.09.1982 | 16.11.1982         | 08.06.1983          | —        |
| Саскуэханна-2 | BWR, BWR-4 (Mark 2) | 1257 МВт | 1330 МВт | 02.11.1973           | 08.05.1984 | 03.07.1984         | 12.02.1985          | —        |